# Фудбалска репрезентација Венецуеле
Фудбалска репрезентација Венецуеле је фудбалска репрезентација, која представља Венецуелу на међународним такмичењима и под водством је Венецуеланског фудбалског савеза. 

## Историја
Репрезентација Венецуеле 17 пута је учествовала на Копа Америци. Најбољи резултат остварује 2011, када је освојила четврто место. Службени стадион репрезентације је Естадио Хосе Антонио Анзоатеги.
Једина је чланица КОНМЕБОЛ-а која никада није наступала на Светском првенству.

## Наступи на такмичењима

### Светска првенства
| Година       | Коло                  |
| ------------ | --------------------- |
| 1930 до 2022 | Није се квалификовала |
| 0/22         |                       |